# Sancé (Kayao)
Pour les articles homonymes, voir Sancé.
Sancé est une commune rurale située dans le département de Kayao de la province du Bazèga dans la région du Centre-Sud au Burkina Faso.

## Santé et éducation
Sancé accueille un dispensaire isolé tandis que le centre de santé et de promotion sociale (CSPS) le plus proche est celui de Kayao.